# Barbacenia

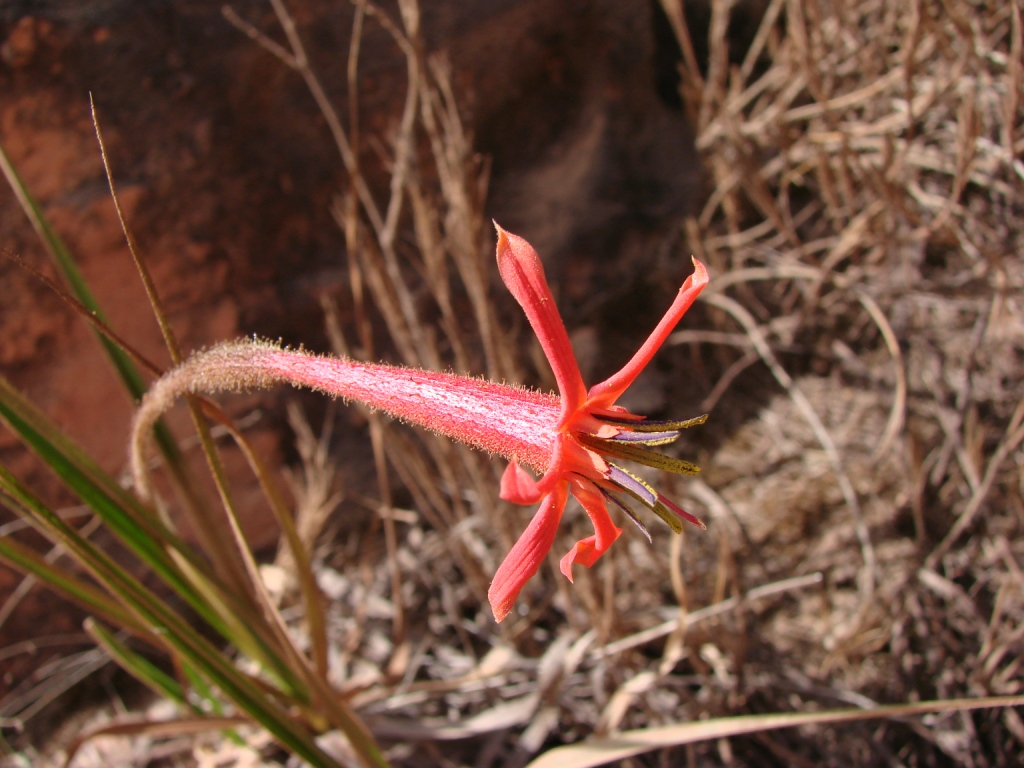
Barbacenia umbrosa

Barbacenia (Vand., 1788) è un genere di piante della famiglia delle Velloziaceae.
L'intero genere è endemico del Brasile, ad eccezione di B. celiae, il cui areale si estende oltre il confine con il Venezuela.

## Tassonomia
Il genere comprende le seguenti specie:
- Barbacenia andersonii L.B.Sm. & Ayensu
- Barbacenia arachnoidea R.J.V.Alves & N.G.Silva
- Barbacenia areniticola R.J.V.Alves & N.G.Silva
- Barbacenia aurea L.B.Sm. & Ayensu
- Barbacenia bahiana L.B.Sm.
- Barbacenia beauverdii Damazio
- Barbacenia blackii L.B.Sm.
- Barbacenia blanchetii Goethart & Henrard
- Barbacenia brachycalyx Goethart & Henrard
- Barbacenia brasiliensis Willd.
- Barbacenia brevifolia Taub.
- Barbacenia burle-marxii L.B.Sm. & Ayensu
- Barbacenia caricina Goethart & Henrard
- Barbacenia celiae Maguire
- Barbacenia chlorantha L.B.Sm. & Ayensu
- Barbacenia coccinea Mart. ex Schult. & Schult.f.
- Barbacenia conicostigma Goethart & Henrard
- Barbacenia contasana L.B.Sm. & Ayensu
- Barbacenia coronata Ravenna
- Barbacenia culta L.B.Sm. & Ayensu
- Barbacenia curviflora Goethart & Henrard
- Barbacenia cuspidata Goethart & Henrard
- Barbacenia cyananthera L.B.Sm. & Ayensu
- Barbacenia cylindrica L.B.Sm. & Ayensu
- Barbacenia damaziana Beauverd
- Barbacenia delicatula L.B.Sm. & Ayensu
- Barbacenia ensifolia Mart. ex Schult. & Schult.f.
- Barbacenia exscapa Mart.
- Barbacenia fanniae (N.L.Menezes) Mello-Silva
- Barbacenia filamentifera L.B.Sm. & Ayensu
- Barbacenia flava Mart. ex Schult. & Schult.f.
- Barbacenia flavida Goethart & Henrard
- Barbacenia foliosa Goethart & Henrard
- Barbacenia fragrans Goethart & Henrard
- Barbacenia fulva Goethart & Henrard
- Barbacenia gardneri Seub.
- Barbacenia gaveensis Goethart & Henrard
- Barbacenia gentianoides Goethart & Henrard
- Barbacenia glabra Goethart & Henrard
- Barbacenia glauca Mart. ex Schult. & Schult.f.
- Barbacenia glaziovii Goethart & Henrard
- Barbacenia globata Goethart & Henrard
- Barbacenia glutinosa Goethart & Henrard
- Barbacenia goethartii Henrard
- Barbacenia gounelleana Beauverd
- Barbacenia graciliflora L.B.Sm.
- Barbacenia graminifolia L.B.Sm.
- Barbacenia grisea L.B.Sm.
- Barbacenia hatschbachii L.B.Sm. & Ayensu
- Barbacenia hilairei Goethart & Henrard
- Barbacenia hirtiflora Goethart & Henrard
- Barbacenia ignea Mart. ex Schult. & Schult.f.
- Barbacenia inclinata Goethart & Henrard
- Barbacenia involucrata L.B.Sm.
- Barbacenia ionantha L.B.Sm.
- Barbacenia irwiniana L.B.Sm.
- Barbacenia itabirensis Goethart & Henrard
- Barbacenia latifolia L.B.Sm. & Ayensu
- Barbacenia leucopoda L.B.Sm.
- Barbacenia lilacina Goethart & Henrard
- Barbacenia longiflora Mart.
- Barbacenia longiscapa Goethart & Henrard
- Barbacenia luzulifolia Mart. ex Schult. & Schult.f.
- Barbacenia lymansmithii Mello-Silva & N.L.Menezes
- Barbacenia macrantha Lem.
- Barbacenia mantiqueirae Goethart & Henrard
- Barbacenia markgrafii Schulze-Menz
- Barbacenia minima L.B.Sm. & Ayensu
- Barbacenia mollis Goethart & Henrard
- Barbacenia monticola L.B.Sm. & Ayensu
- Barbacenia nana L.B.Sm. & Ayensu
- Barbacenia nanuzae L.B.Sm. & Ayensu
- Barbacenia nigrimarginata L.B.Sm.
- Barbacenia nuda L.B.Sm. & Ayensu
- Barbacenia oxytepala Goethart & Henrard
- Barbacenia pabstiana L.B.Sm. & Ayensu
- Barbacenia pallida L.B.Sm. & Ayensu
- Barbacenia paranaensis L.B.Sm.
- Barbacenia piranga Mello-Silva
- Barbacenia plantaginea L.B.Sm.
- Barbacenia polyantha Goethart & Henrard
- Barbacenia pulverulenta L.B.Sm. & Ayensu
- Barbacenia pungens (N.L.Menezes & Semir) Mello-Silva
- Barbacenia purpurea Hook.
- Barbacenia rectifolia L.B.Sm. & Ayensu
- Barbacenia reflexa L.B.Sm. & Ayensu
- Barbacenia regis L.B.Sm.
- Barbacenia riedeliana Goethart & Henrard
- Barbacenia riparia (N.L.Menezes & Mello-Silva) Mello-Silva
- Barbacenia rodriguesii (N.L.Menezes & Semir) Mello-Silva
- Barbacenia × rogieri Moore & Ayres
- Barbacenia rubra L.B.Sm.
- Barbacenia rubrovirens Mart.
- Barbacenia salmonea L.B.Sm. & Ayensu
- Barbacenia saxicola L.B.Sm. & Ayensu
- Barbacenia schidigera Lem.
- Barbacenia schwackei Goethart & Henrard
- Barbacenia serracabralea Mello-Silva
- Barbacenia sessiliflora L.B.Sm.
- Barbacenia seubertiana Goethart & Henrard
- Barbacenia spectabilis L.B.Sm. & Ayensu
- Barbacenia spiralis L.B.Sm. & Ayensu
- Barbacenia squamata Herb.
- Barbacenia stenophylla Goethart & Henrard
- Barbacenia tocantinensis R.J.V.Alves & N.G.Silva
- Barbacenia tomentosa Mart.
- Barbacenia tricolor Mart.
- Barbacenia trigona Goethart & Henrard
- Barbacenia tuba Mello-Silva & N.L.Menezes
- Barbacenia umbrosa L.B.Sm. & Ayensu
- Barbacenia vandellii Pohl ex Seub.
- Barbacenia vellozioides Mello-Silva
- Barbacenia viscosissima Goethart & Henrard
- Barbacenia williamsii L.B.Sm.